# Santa Teresa y otras historias
Santa Teresa y otras historias è un documentario del 2015 diretto da Nelson Carlo de Los Santos Arias ispirato al 2666 di Roberto Bolaño e vincitore dell'Astor d'argento al miglior film iberoamericano al Festival internazionale del cinema di Mar del Plata.